# Eerste klasse 1902-03 (voetbal België)
Het seizoen 1902/03 van de Belgische Eerste Klasse was het achtste officieel seizoen van de hoogste Belgische voetbalklasse. De officiële benaming destijds was Division d'Honneur of Eere Afdeeling.
Net zoals het voorgaande seizoen, was het kampioenschap opnieuw opgesplitst in twee reeksen. De eerste twee uit elke reeks speelden daarna een eindronde. Racing Club de Bruxelles veroverde zijn vijfde landstitel, de vierde op rij.

## Gepromoveerde en degraderende teams
Er bestond geen echt systeem van promotie of degradatie. De competitie bestond uit dezelfde teams als vorig seizoen, met uitzondering van Skill FC de Bruxelles dat de activiteiten had gestaakt.

## Clubs
Tien clubs speelden in 1902/03 in Eerste Klasse.
| # kaart | Stam- nummer | Club                                 | Plaats    | Stadion                                                         | # seiz. 1e klasse |
| ------- | ------------ | ------------------------------------ | --------- | --------------------------------------------------------------- | ----------------- |
| Reeks A |              |                                      |           |                                                                 |                   |
| 1A      | 5            | Léopold Club de Bruxelles            | Ukkel     | Brugmanpark (nr 23 op kaartje)                                  | 8e                |
| 2A      | 13           | Beerschot AC                         | Antwerpen | terrein op het Kiel                                             | 3e                |
| 3A      | 1            | Antwerp FC                           | Antwerpen | wielerpiste van Zurenborg                                       | 7e                |
| 4A      | 12           | CS Brugeois                          | Brugge    | terrein vlak bij de Smedenpoort                                 | 4e                |
| 5A      | 3            | FC Brugeois                          | Brugge    | "Het Ratteplein" in de Sint-Baafs-wijk                          | 6e                |
| Reeks B |              |                                      |           |                                                                 |                   |
| 1B      | 10           | Union Saint-Gilloise                 | Ukkel     | terrein Kersbergstraat (tegenwoordig Alphonse Asselbergsstraat) | 2e                |
| 2B      | 6            | Racing Club de Bruxelles             | Ukkel     | Stade du Vivier d'Oie (nr 10 op kaartje)                        | 8e                |
| 3B      | --           | Athletic & Running Club de Bruxelles | Ukkel     | ?                                                               | 7e                |
| 4B      | 4            | FC Liégeois                          | Luik      | terrein op het Champ d'Oiseaux in de wijk Cointe                | 8e                |
| 5B      | 8            | Verviers FC                          | Verviers  | ?                                                               | 3e                |

## Eindstand

### Eere Afdeeling A
|   |   |                           | P | W | G | V | +  | -  | DS  | Ptn |
| - | - | ------------------------- | - | - | - | - | -- | -- | --- | --- |
| E | 1 | Léopold Club de Bruxelles | 8 | 5 | 3 | 0 | 20 | 10 | 10  | 13  |
| E | 2 | Beerschot AC              | 7 | 5 | 1 | 1 | 24 | 11 | 13  | 11  |
|   | 3 | Antwerp FC                | 6 | 1 | 2 | 3 | 11 | 10 | 1   | 4   |
|   | 4 | CS Brugeois               | 7 | 2 | 0 | 5 | 9  | 22 | -13 | 4   |
|   | 5 | FC Brugeois               | 8 | 2 | 0 | 6 | 7  | 18 | -11 | 4   |

P: wedstrijden gespeeld, W: wedstrijden gewonnen, G: gelijke spelen, V: wedstrijden verloren, +: gescoorde doelpunten, -: doelpunten tegen, DS: doelsaldo, Ptn: totaal punten
E: eindronde --- Wedstrijden waarin forfait werd gegeven telden niet mee voor het doelsaldo

### Eere Afdeeling B
|   |   |                                      | P | W | G | V | +  | -  | DS  | Ptn |
| - | - | ------------------------------------ | - | - | - | - | -- | -- | --- | --- |
| E | 1 | Union Saint-Gilloise                 | 8 | 6 | 0 | 2 | 35 | 13 | 22  | 12  |
| E | 2 | Racing Club de Bruxelles             | 8 | 6 | 0 | 2 | 20 | 7  | 13  | 12  |
|   | 3 | Athletic & Running Club de Bruxelles | 8 | 4 | 0 | 4 | 20 | 27 | -7  | 8   |
|   | 4 | FC Liégeois                          | 8 | 3 | 0 | 5 | 17 | 25 | -8  | 6   |
|   | 5 | Verviers FC                          | 8 | 1 | 0 | 7 | 7  | 27 | -20 | 2   |

P: wedstrijden gespeeld, W: wedstrijden gewonnen, G: gelijke spelen, V: wedstrijden verloren, +: gescoorde doelpunten, -: doelpunten tegen, DS: doelsaldo, Ptn: totaal punten
E: eindronde --- Wedstrijden waarin forfait werd gegeven telden niet mee voor het doelsaldo

### Eindronde Eere Afdeeling
|   |   |                           | P | W | G | V | +  | -  | DS | Ptn |
| - | - | ------------------------- | - | - | - | - | -- | -- | -- | --- |
| K | 1 | Racing Club de Bruxelles  | 6 | 5 | 1 | 0 | 12 | 4  | 8  | 11  |
|   | 2 | Union Saint-Gilloise      | 6 | 3 | 0 | 3 | 8  | 9  | -1 | 6   |
|   | 3 | Beerschot AC              | 6 | 2 | 2 | 2 | 6  | 10 | -4 | 6   |
|   | 4 | Léopold Club de Bruxelles | 6 | 0 | 1 | 5 | 2  | 5  | -3 | 1   |

P: wedstrijden gespeeld, W: wedstrijden gewonnen, G: gelijke spelen, V: wedstrijden verloren, +: gescoorde doelpunten, -: doelpunten tegen, DS: doelsaldo, Ptn: totaal punten
K: kampioen --- Wedstrijden waarin forfait werd gegeven telden niet mee voor het doelsaldo
Racing CB won overtuigend zijn vijfde landstitel.

## Uitslagentabel

### Reeks A
|                           |     | ANT   | BEE | CSB | FCB | LEO |
| Antwerp FC                | ANT | X     | --- | --- | 1-2 | 2-2 |
| Beerschot AC              | BEE | 3-2   | X   | 5-0 | 1-0 | 2-4 |
| CS Brugeois               | CSB | 0-3   | 2-7 | X   | 3-2 | 1-2 |
| FC Brugeois               | FCB | 5-0ff | 2-5 | 0-2 | X   | 1-2 |
| Léopold Club de Bruxelles | LEO | 2-2   | 1-1 | 3-1 | 4-0 | X   |

De wedstrijden "Antwerp FC - CS Brugeois" en "Antwerp FC - Beerschot AC" werden uitgesteld. De matchen hadden achteraf geen belang meer en werden niet meer gespeeld.

### Reeks B
|                                      |     | ARB   | RCB | USG   | LUI | VER   |
| Athletic & Running Club de Bruxelles | ARB | X     | 0-6 | 2-5   | 4-0 | 6-1   |
| Racing Club de Bruxelles             | RCB | 3-1   | X   | 0-2   | 4-0 | 5-0ff |
| Union Saint-Gilloise                 | USG | 8-1   | 2-4 | X     | 8-3 | 6-1   |
| FC Liégeois                          | LUI | 0-5ff | 2-1 | 2-4   | X   | 4-3   |
| Verviers FC                          | VER | 1-6   | 0-2 | 5-0ff | 1-3 | X     |

### Eindronde
|                           |     | BEE | LEO   | RCB | USG |
| Beerschot AC              | BEE | X   | 5-0ff | 1-5 | 2-1 |
| Léopold Club de Bruxelles | LEO | 1-1 | X     | 0-1 | 0-1 |
| Racing Club de Bruxelles  | RCB | 1-1 | 5-0ff | X   | 2-1 |
| Union Saint-Gilloise      | USG | 2-1 | 2-1   | 1-3 | X   |

## Topscorer
| Scorer                | Goals | Team                 | Land   |
| --------------------- | ----- | -------------------- | ------ |
| Gustave Vanderstappen | ?     | Union Saint-Gilloise | België |

1895/96 · 1896/97 · 1897/98 · 1898/99 · 1899/00 · 1900/01 · 1901/02 · 1902/03 · 1903/04 · 1904/05 · 1905/06 · 1906/07 · 1907/08 · 1908/09 · 1909/10 · 1910/11 · 1911/12 · 1912/13 · 1913/14 · 1914/15 · 1915/16 · 1916/17 · 1917/18 · 1918/19 · 
1919/20 · 1920/21 · 1921/22 · 1922/23 · 1923/24 · 1924/25 · 1925/26 · 1926/27 · 1927/28 · 1928/29 · 1929/30 · 1930/31 · 1931/32 · 1932/33 · 1933/34 · 1934/35 · 1935/36 · 1936/37 · 1937/38 · 1938/39 · 1939/40 · 1940/41 · 1941/42 · 1942/43 · 1943/44 · 1944/45 · 1945/46 · 1946/47 · 1947/48 · 1948/49 · 1949/50 · 1950/51 · 1951/52 · 1952/53 · 1953/54 · 1954/55 · 1955/56 · 1956/57 · 1957/58 · 1958/59 · 1959/60 · 1960/61 · 1961/62 · 1962/63 · 1963/64 · 1964/65 · 1965/66 · 1966/67 · 1967/68 · 1968/69 · 1969/70 · 1970/71 · 1971/72 · 1972/73 · 1973/74 · 1974/75 · 1975/76 · 1976/77 · 1977/78 · 1978/79 · 1979/80 · 1980/81 · 1981/82 · 1982/83 · 1983/84 · 1984/85 · 1985/86 · 1986/87 · 1987/88 · 1988/89 · 1989/90 · 1990/91 · 1991/92 · 1992/93 · 1993/94 · 1994/95 · 1995/96 · 1996/97 · 1997/98 · 1998/99 · 1999/00 · 2000/01 · 2001/02 · 2002/03 · 2003/04 · 2004/05 · 2005/06 · 2006/07 · 2007/08 · 2008/09 · 2009/10 · 2010/11 · 2011/12 · 2012/13 · 2013/14 · 2014/15 · 2015/16 · 2016/17 · 2017/18 · 2018/19 · 2019/20 · 2020/21· 2021/22 · 2022/23 · 2023/24 · 2024/25